# Opéra national du Rhin
| L'Opéra de Strasbourg · L'intérieur de La Filature |

L'Opéra national du Rhin (OnR) est une institution lyrique et chorégraphique, issue de la fusion en 1972, des ensembles de Strasbourg, Mulhouse et Colmar, fusion initiée par le comédien, metteur en scène et adjoint à la Culture de Strasbourg, Germain Muller. Il a depuis 1997 le statut d'Opéra national en région.
Strasbourg accueille les chœurs mais également les ateliers décors et costumes, Mulhouse la Danse avec le Ballet de l'Opéra national du Rhin, Centre Chorégraphique National depuis 1985 et Colmar l'Opéra Studio, une structure de formation de jeunes chanteurs.
L'Orchestre philharmonique de Strasbourg et l'Orchestre national de Mulhouse, tous deux labellisés orchestres nationaux, sont les orchestres habituels de cette institution.       
À Strasbourg, les représentations ont lieu dans la salle de l'Opéra de Strasbourg, à Mulhouse à La Filature ou au Théâtre de la Sinne et à Colmar au Théâtre municipal.
L'Opéra national du Rhin est membre de la ROF (Réunion des Opéras de France), de RESEO (Réseau Européen pour la Sensibilisation à l'Opéra et à la Danse) et d'Opera Europa.

## Directeurs généraux
- 1972-1974 : Pierre Barrat
- 1974-1980 : Alain Lombard
- 1980-1991 : René Terrasson
- 1991-1997 : Laurent Spielman
- 1997-2003 : Rudolf Berger
- 2003-2009 : Nicholas Snowman
- 2009-2017 : Marc Clémeur
- 2017-2019 : Eva Kleinitz
- 2019-2026 : Alain Perroux
- 2026-20xx : Chrysoline Dupont

## Distinction
À plusieurs reprises l'Opéra national du Rhin est classé par la presse comme faisant partie du « trio d'excellence » des opéras français.
L'Opéra national du Rhin est lauréat du Grand Prix de la musique du Syndicat de la critique 2011 pour l'opéra Götterdämmerung de Richard Wagner dirigé par Marko Letonja et mis en scène par David McVicar.
L'Opéra national du Rhin est élu Opéra de l'année 2019 par le Magazine Opernwelt.